# ليوبولد دوق لورين
ليوبولد، دوق لورين (17 سبتمبر 1679 - 27 مارس 1729) المُلقب بـ الطيب دوق لورين وبار.

## حياته
كان ليوبولد ابن كارل الخامس دوق لورين وزوجته إليونور ماريا يوزفا من النمسا ، وهي أخت غير الشقيقة لإمبراطور ليوبولد الأول.
في وقت ولادته كانت دوقتين لورين وبار محتلة من قبل لويس الرابع عشر ملك فرنسا، مما اضطر والديه لانتقال إلى النمسا، حيث كانوا يعيشان تحت حماية الإمبراطور، لذلك ولد ليوبولد في قصر إنسبروك بحيث كان اسمه الأول تكريماً لإمبراطور، بحيث نما ليوبولد في إنسبروك عندما كان والده يشارك في الدفاع عن فيينا ضد الأتراك.
في 1690 توفي والده حين كان ليوبولد يبلغ من العمر أحد عشر عاماً ورث الدوقيتين التي ما زالت محتلة، والدته في محاولة لتحقيق رغبة زوجها للعودة هي وأبنائها إلى تراثهم ناشدت مجلس النواب الإمبراطوري في ريغنسبورغ لاستعادة ابنها إلى لورين، بحيث أرسلته إلى فيينا لتلقي التعليم العسكري تحت إشراف الإمبراطور، وفي فيينا نشأ وترعرع مع أبناء خاله وأمراء يوزف وكارل في المستقبل الأباطرة، أصبح ليوبولد أيضا فارس الصوف الذهبي.
مثل والده من قبله دخل في الجيش الإمبراطوري وعمره الثامنة عشرة عاماً، بحيث شارك في حصار تيميشوارا في 1694، وبعد ثلاث سنوات حصل على قيادة جيش الراين.

## دوق لورين
في 30 أكتوبر 1697 انتهت حرب التسع سنوات بـ توقيع معاهدة رايسفايك، بحيث أعادت المعاهدة الدوقيتين لورين وبار إلى أسرته، بذلك في 17 أغسطس 1698 دخل ليوبولد مظفراً إلى عاصمته نانسي، وأعاد بناء وإسكان هذه الدوقية المنكوبة من الحرب، وقام تشجيع للهجرة، بحيث أصبحت في نهاية فترة حكمه آمنة ومزدهرة.
كانت سياسته الخارجية تعزيز علاقاته مع فرنسا ولاسترضاء جاره القوي، في 13 أكتوبر 1698 بقصر فونتينبلو تزوج ليوبولد من إليزابيث شارلوت دي أورليان بحيث كانت ابنة شقيق لويس الرابع عشر، وتم تقديم المهر 900,000 ليفر لدوق مفلس، تحولت إليزابيث شارلوت إلى أن تكون الأم الحنونة بحيث أنجبت ثلاثة عشر طفلاً، من بينهم خمسة وصلوا سن البلوغ، ثلاثة منهم لقوا حتفهم خلال أسبوع مايو 1711 بسبب تفشي مرض الجدري في قلعة دو لونفيل بلاط دوقات لورين.
على الرغم من المحاولات ليوبولد الدبلوماسية إلا أن عاصمته نانسي احتلت من قبل القوات الأجنبية خلال حرب الخلافة الإسبانية (1700-1713)، وخوفاً على عائلته نقل ليوبولد بلاطه إلى قلعة دو لونفيل بحيث أعيد ليوبولد بناء القلعة وإعادة تسميتها بـ "فرساي دي لورين"، ومن هنا ولد أول طفله في 1700.
في 1708 ليوبولد ادعى دوقية مونفيراتو باعتباره قريب لابن عمه كارلو الثالث غونزاغا، دوق مانتوفا الذي خُلع ثم توفي دون ورثة من الذكور، ومع ذلك الإمبراطور أعطى مونتفيراتو على دوقات سافوي ولكنه رغب في تعويض أسرة لورين بـ دوقية تيشن في سيليزيا.
وفي 1721 رتب ليوبولد لابنه ووريثه ليوبولد كليمنت لتلقي تعليمه في فيينا، وكان ينوي بتقرب مع الأرشيدوقة ماريا تيريزا وريثة الإمبراطور كارل السادس، ومع ذلك توفي ليوبولد كليمنت بعد ذلك بوقت قصير في لونفيل وعوضاً عنه ابنه الأصغر فرانسوا ستيفان ذهب إلى فيينا وتزوج من ماريا تيريزا، سيصبح ابنه فرانسوا لاحقاً الإمبراطور ومن بعده ذريته أسرة هابسبورغ-لورين سيحكموا النمسا حتى عام 1918.
في 1725 حاول ليوبولد تزويج ابنته آن شارلوت من الملك الشاب لويس الخامس عشر ولكن لويس هنري دوق بوربون، رئيس الوزراء منع هذا الخطة مع سليل أسرة أورليان المنافسة، ثم حاولت إليزابيث شارلوت لترتيب زواج أحد بناتها من ابن أخيها لويس دوق أورليان الذي ترمل مؤخراً، ولكن لويس رفض جميع المقترحات الزواج إما بـ تجاهل أو بـ رفض، أصبحت آن شارلوت في وقت لاحق راهبة.
في مارس 1729 أصيب ليوبولد بـ حمى بينما كان يمشي في قلعة في منيل القريبة من لونفيل، ولكن عاد إلى لونفيل حيث توفي في 27 مارس وعمره الـ 49.